# Théorie de la musique (livre)
Pour la théorie de la musique de façon générale, voir Théorie de la musique
Théorie de la musique est un livre écrit en 1872 par le musicien français Adolphe Danhauser et faisant encore partie au XXIe siècle des ouvrages en français de référence sur le solfège et la musique. Pour éviter une confusion avec d'autres ouvrages du même nom, il est familièrement désigné par le nom de son auteur : le Danhauser.
Théorie de la musique, utilisé dès sa publication au Conservatoire national de musique où Adolphe Danhauser enseignait, aborde les notions de base et certaines notions avancées du solfège telles que les conventions d'écriture de la musique classique, les notions de rythme, de tonalité, de gamme et d'harmonie…
L'ouvrage est publié depuis l'origine par les éditions Henry Lemoine et a été ré-édité à de nombreuses reprises dont, en 1929, dans une version revue et corrigée par le compositeur Henri Rabaud, puis l'édition actuelle (1996), augmentée d'une partie sur la musique contemporaine par Frédéric Durieux.